# Little Women (1933)
Little Women, in het Nederlands uitgebracht onder de titel Onder moeders vleugels, is een Amerikaanse film uit 1933 onder regie van George Cukor. De film is gebaseerd op het boek van Louisa May Alcott. Er zijn vele bewerkingen op het boek gemaakt, waaronder de versie van 1949 en die van 1994.

## Verhaal
De film volgt vier jonge zussen in de periode van de Amerikaanse Burgeroorlog. Terwijl hun vader in het leger zit, worden de jonge Meg, Jo, Beth en Amy opgevoed door hun geliefde moeder. De familie krijgt te maken met verscheidene gebeurtenissen en problemen, zoals hun rijke en oude buurman Mr. Laurence, wiens kleinzoon de harten van de meisjes op hol weet laten te slaan.

## Rolverdeling
| Acteur              | Personage                  |  |
| ------------------- | -------------------------- |  |
| Katharine Hepburn   | Josephine "Jo" March       |  |
| Joan Bennett        | Amy March                  |  |
| Spring Byington     | Marmee March               |  |
| Jean Parker         | Elizabeth 'Beth' March     |  |
| Frances Dee         | Margaret 'Meg' March       |  |
| Douglass Montgomery | Theodore 'Laurie' Laurence |  |
| Henry Stephenson    | Mr. Laurence               |  |
| Paul Lukas          | Prof. Bhaer                |  |
| Edna May Oliver     | Tante March                |  |
| Samuel S. Hinds     | Mr. March                  |  |